# Kleine blauwe reiger
De kleine blauwe reiger (Egretta caerulea) is een vogel uit de familie van de reigers (Ardeidae). De wetenschappelijke naam van de soort werd in 1758 als Ardea caerulea gepubliceerd door Carl Linnaeus.

## Kenmerken
De kleine blauwe reiger bereikt een grootte van ongeveer 60 cm, een spanwijdte van een meter en een gewicht van 325 gram. Het is een middelgrote reiger met een lange nek en een lange, spitse, blauwe of grijze snavel met een zwarte punt. Volwassen vogels hebben een blauwgrijs verenkleed. De poten zijn donkerblauw. Tijdens de broedperiode zijn de kop en de nek paars. Jonge vogels zijn wit met gele poten.

## Habitat en verspreiding
De kleine blauwe reiger leeft in moerassen in de V.S. in staten die grenzen aan de Golf van Mexico, in Centraal-Amerika, de eilanden van de Caraïben en Zuid-Amerika. Sommige trekken na het broedseizoen ver naar het noorden, tot aan de grens van de V.S. met Canada.

## Voeding en voortplanting
De kleine blauwe reiger voedt zich met vis, schaaldieren en insecten, waar hij op jaagt vanuit ondiep water of van op de wal, zittend op een tak.
Hij broedt in kolonies, vaak met andere reigersoorten, in bomen of struiken. Het vrouwtje legt 3 tot 7 lichtblauwe eieren.

## Foto's

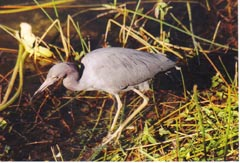
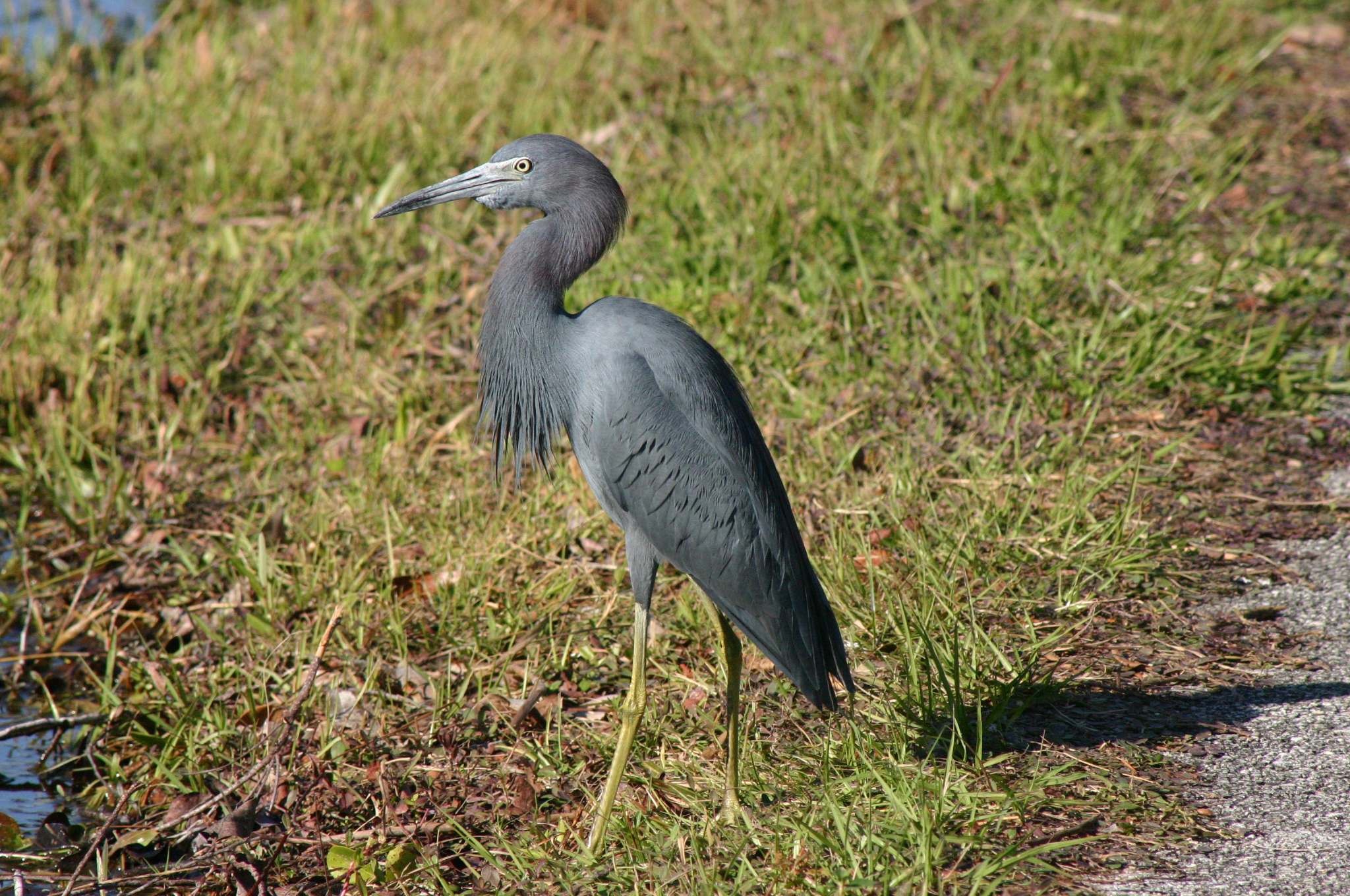
Volwassen vogel
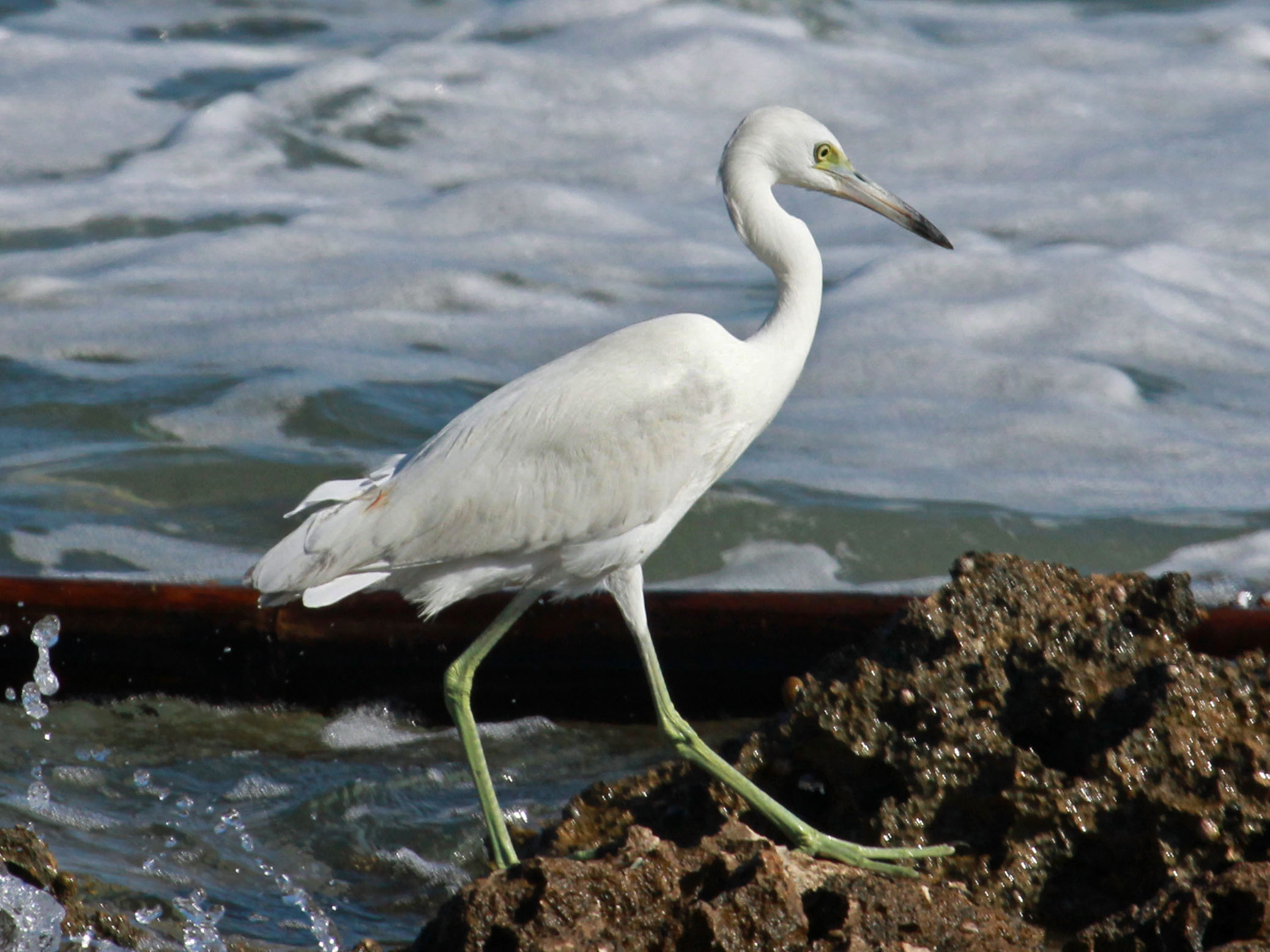
Jonge vogel